# Anadara concinna
Anadara concinna – gatunek morskiego, osiadłego małża z rodziny arkowatych (Arcidae). Występuje na głębokości od 6 metrów do 150 metrów.
Muszla o wymiarach: długość 5,2 cm, wysokość 2,9 cm. Odżywia się planktonem.
Występuje od Zatoki Kalifornijskiej po Ekwador.